# سوزن‌ماهی باله‌قاشقی
سوزن‌ماهی باله‌قاشقی (نام علمی: Zenarchopterus dispar) نام یک گونه از تیره نیم‌منقارماهی‌های زنده‌زا است.